# Roland Binder
Roland Binder (* 25. Februar 1940 in Esslingen) ist ein ehemaliger deutscher Automobilrennfahrer.

## Karriere
Roland Binder startete seine Rennfahrerkarriere im Formelsport. 1967 und 1968 ging er mit einem Lotus 41 bei einigen Formel-3-Rennen an den Start. Von 1970 bis 1977 fuhr er mit verschiedenen Rennwagen in der Formel-2-Europameisterschaft. Seine beste Saison-Platzierung erreichte er dort 1973 mit dem 19. Rang in einem Brabham BT36. Seine letzten Starts im Formelsport hatte er 1980 in der französischen und deutschen Formel-3-Meisterschaft.
1977 stieg Binder mit einem Lola T294 in der 2. Division der Interserie ein. Von 1978 bis 1984 fuhr er dort mit Lola T390- und Lola T296-Rennwagen. Seinen ersten Renngesamtsieg konnte er 1981 in Zolder feiern. In dem Jahr und in der darauffolgenden Saison gewann er auch die Interserien-Meisterschaft. In den Jahren 1985 und 1986 pilotierte er einen Persy 85-01, mit dem er 1985 seinen dritten Interserien-Titel sichern konnte. In der Saison 1986 gewann er den Meistertitel in der 2. Division.
Von 1987 bis 1991 startete er in der mit einem Persy PF2 und einem Ralt RT2 in der 2. Division der Interserie. 1990 erreichte er dort mit dem dritten Platz in der Jahreswertung seinen letzten größeren Erfolg im Motorsport.
Parallel ging Binder von 1979 bis 1983 auch bei einigen Rennen zur Langstrecken-Weltmeisterschaft an den Start. Dort fuhr er meistens beim 1000-km-Rennen auf dem Nürburgring und jeweils ein Rennen 1983 in Brands Hatch und Kyalami. Sein bestes Ergebnis in dieser Rennserie war der S2.0-Klassensieg beim 1000-km-Rennen auf dem Nürburgring 1979 zusammen mit Peter Groh auf einem Lola T390.
1982 und 1983 bestritt er mit einem Lola T296 einige Rennen in der DRM. Da 1985 sich die DRM-Saison hauptsächlich aus Läufen der Interserie zusammensetzte, erhielt er neben der Interserie auch Punkte in der DRM und erreichte so einen zehnten Platz in der DRM-Wertung.
Zum Ende der Saison 1991 beendete er seine Motorsportkarriere.

## Statistik

### 1000-km-Rennen auf dem Nürburgring-Ergebnisse
| Jahr | Team               | Fahrzeug  | Teamkollege | Platzierung             | Ausfallgrund |
| ---- | ------------------ | --------- | ----------- | ----------------------- | ------------ |
| 1979 | Peter Groh         | Lola T390 | Peter Groh  | Rang 12 und Klassensieg |              |
| 1980 | Roland Binder      | Lola T390 |             | Ausfall                 | unbekannt    |
| 1981 | Weigel Renntechnik | Lola T296 | Rolf Götz   | Rang 21                 |              |
| 1982 | Roland Binder      | Lola T296 | Rolf Götz   | Ausfall                 | Hinterrad    |

### Einzelergebnisse in der Sportwagen-Weltmeisterschaft
| Saison | Team                         | Rennwagen | 1   | 2   | 3   | 4   | 5   | 6   | 7   | 8   | 9   | 10  | 11  | 12  | 13  | 14  | 15  | 16  | 17  |
| ------ | ---------------------------- | --------- | --- | --- | --- | --- | --- | --- | --- | --- | --- | --- | --- | --- | --- | --- | --- | --- | --- |
| 1979   | Peter Groh                   | Lola T390 | DAY | SEB | MUG | TAL | DIJ | RIV | SIL | NÜR | LEM | PER | DAY | WAT | SPA | BRH | ROA | VAL | ELS |
| 1979   | Peter Groh                   | Lola T390 |     |     |     |     | 12  |     |     |     |     |     |     |     |     |     |     |     |     |
| 1980   | Roland Binder                | Lola T390 | DAY | BRH | SEB | MUG | MON | RIV | SIL | NÜR | LEM | DAY | WAT | SPA | MOS | ROA | VAL | DIJ |     |
| 1980   | Roland Binder                | Lola T390 |     |     |     |     | DNF |     |     |     |     |     |     |     |     |     |     |     |     |
| 1981   | Rolf Götz Weigel Renntechnik | Lola T296 | DAY | SEB | MUG | MON | RIV | SIL | NÜR | LEM | PER | DAY | WAT | SPA | MOS | ROA | BRH |     |     |
| 1981   | Rolf Götz Weigel Renntechnik | Lola T296 |     |     |     |     |     | DNF | 21  |     |     |     |     |     |     |     |     |     |     |
| 1982   | Roland Binder                | Lola T296 | MON | SIL | NÜR | LEM | SPA | MUG | FUJ | BRH |     |     |     |     |     |     |     |     |     |
| 1982   | Roland Binder                | Lola T296 |     |     | DNF |     |     |     |     | 11  |     |     |     |     |     |     |     |     |     |